# Open de Nice Côte d’Azur
A Open de Nice Côte d’Azur, más néven ATP Nice, egy minden év májusában megrendezett tenisztorna férfiak számára a Franciaországban található Nizzában. A verseny az ATP 250 Series tornák közé tartozik. A mérkőzéseket szabadtéri salakpályákon játsszák. A torna összdíjazása 398 250 euró. A versenyt 1971-től 1995-ig különböző neveken rendezték, majd kikerült a versenynaptárból. 2010 óta rendezik meg újra az Austrian Open helyett.

## Döntők

### Egyéni
| Év   | Győztes         | Ellenfél a döntőben | Eredmény a döntőben |
| ---- | --------------- | ------------------- | ------------------- |
| 2011 | Nicolás Almagro | Victor Hănescu      | 6–7(5), 6–3, 6–3    |
| 2010 | Richard Gasquet | Fernando Verdasco   | 6–3, 5–7, 7–6(5)    |

### Páros
| Év   | Győztes                        | Ellenfél a döntőben               | Eredmény a döntőben |
| ---- | ------------------------------ | --------------------------------- | ------------------- |
| 2011 | Eric Butorac Jean-Julien Rojer | Santiago González David Marrero   | 6–3, 6–4            |
| 2010 | Marcelo Melo Bruno Soares      | Rohan Bopanna Iszámul-Hak Kuraisi | 1–6, 6–3, [10–5]    |

## Korábbi döntők

### Egyéni döntők (1971-1995)
| Év   | Név                                           | Győztes             | Ellenfél a döntőben   | Eredmény a döntőben       |
| ---- | --------------------------------------------- | ------------------- | --------------------- | ------------------------- |
| 1995 | Philips Open                                  | Marc Rosset         | Jevgenyij Kafelnyikov | 6–4, 6–0                  |
| 1994 | Philips Open                                  | Alberto Berasategui | Jim Courier           | 6–4, 6–2                  |
| 1993 | Philips Open                                  | Marc-Kevin Goellner | Ivan Lendl            | 1–6, 6–4, 6–2             |
| 1992 | Philips Open                                  | Gabriel Markus      | Javier Sánchez        | 6–4, 6–4                  |
| 1991 | Philips Open                                  | Martín Jaite        | Goran Prpić           | 3–6, 7–6, 6–3             |
| 1990 | Philips Open                                  | Juan Aguilera       | Guy Forget            | 2–6, 6–3, 6–4             |
| 1989 | Swatch Open                                   | Andrei Chesnokov    | Jérôme Potier         | 6–4, 6–4                  |
| 1988 | Swatch Open                                   | Henri Leconte       | Jérôme Potier         | 6–2, 6–2                  |
| 1987 | Nice International Open                       | Kent Carlsson       | Emilio Sánchez        | 7–6, 6–3                  |
| 1986 | Nice International Open                       | Emilio Sánchez      | Paul McNamee          | 6–1, 6–3                  |
| 1985 | Nice International Open                       | Henri Leconte       | Víctor Pecci          | 6–4, 6–4                  |
| 1984 | Nice International Open                       | Andrés Gómez        | Henrik Sundström      | 6–1, 6–4                  |
| 1983 | Nice International Open                       | Henrik Sundström    | Manuel Orantes        | 7–5, 4–6, 6–3             |
| 1982 | Nice International Open                       | Taróczy Balázs      | Yannick Noah          | 6–2, 3–6, 13–11           |
| 1981 | Donnay International Open                     | Yannick Noah        | Mario Martinez        | 6–4, 6–2                  |
| 1980 | Nice International Open                       | Björn Borg          | Manuel Orantes        | 6–2, 6–0, 6–1             |
| 1979 | Nice International Open                       | Víctor Pecci        | John Alexander        | 6–3, 6–2, 7–5             |
| 1978 | Montano-Snauwaert International Championships | José Higueras       | Yannick Noah          | 6–3, 6–4, 6–4             |
| 1977 | Nice International Championships              | Björn Borg          | Guillermo Vilas       | 6–4, 1–6, 6–2, 6–0        |
| 1976 | Nice International Championships              | Corrado Barazzutti  | Jan Kodeš             | 6–2, 2–6, 5–7, 7–6, 8–6   |
| 1975 | Nice International Championships              | Dick Crealy         | Iván Molina           | 7–6, 6–4, 6–3             |
| 1973 | Craven International Championships            | Manuel Orantes      | Adriano Panatta       | 7–6, 5–7, 4–6, 7–6, 12–10 |
| 1972 | Nice International Championships              | Ilie Năstase        | Jan Kodeš             | 6–0, 6–4, 6–3             |
| 1971 | Nice International Championships              | Ilie Năstase        | Jan Kodeš             | 10–8, 11–9, 6–1           |